# Elias von Jerusalem
Elias von Jerusalem († 4. Juli 518 in Aila) war ein orthodoxer Bischof und von 494 bis 513 Patriarch von Jerusalem. Sein Episkopat lag in der Zeit des akakianischen Schismas.

## Leben
Elias war von Geburt Araber und wuchs in einem ägyptischen Kloster auf. Im Jahre 457 wurde er durch den monophysitischen Patriarchen von Alexandria Timotheos vertrieben und kam nach Palästina, wo er in der Nähe von Jericho eine Laura gründete. Patriarch Anastasios von Jerusalem spendete ihm die Priesterweihe. Im Jahre 494 folgte Elias dem Patriarchen Sallustius auf dem Bischofssitz.
Als rechtmäßigen Patriarchen von Konstantinopel erkannte Elias Euphemios an und verweigerte die Kirchengemeinschaft mit Patriarch Makedonios II., den er als Eindringling ansah, da dieser Zenons Henotikon unterzeichnet hatte. Um 509 versuchte der Monophysit Philoxenos von Mabbug, Elias dazu zu bringen, ein anti-chalcedonensisches Formular zu unterzeichnen, und Kaiser Anastasios I., der selbst dem Monophysitismus nahestand, gebot ihm, eine Synode einzuberufen, um die Beschlüsse des Konzils zu verurteilen. Elias antwortete darauf mit einem Schreiben an den Kaiser, in dem er seinen katholischen, orthodoxen Glauben vertrat, doch wurde dieses Schreiben – dem frühen Kirchenhistoriker Evagrius zufolge – unterwegs von Elias’ Gegnern verfälscht und mit einem Anathema gegen die Monophysiten versehen.
Die 512 einberufene Synode von Sidon sollte eigentlich die Beschlüsse von Chalcedon verdammen, doch unter dem Einfluss der Patriarchen Elias und Flavianus II. von Antiochia verweigerte die Synode sich dem Ansinnen des Kaisers. Die Monophysiten fuhren daraufhin fort, die beiden Bischöfe des Nestorianismus zu bezichtigen, und der Kaiser setzte sie beide ab, zuerst Flavianus, an dessen Stelle der Monophysit Severus auf den Bischofssitz erhoben wurde. Die Mönche Palästinas und Elias verweigerten Severus die Kirchengemeinschaft, was dazu führte, dass Olympus, der Statthalter in Palästina, Elias vor die Wahl stellte, sich entweder zum Monophysitismus zu bekennen oder abgesetzt zu werden. Elias weigerte sich, das Formular zu unterzeichnen, und wurde 513 nach Aila am Roten Meer, dem heutigen Akaba, verbannt, wo er im Jahre 518 starb.
Sein Grab liegt beim Kloster Mar Elias an der Straße von Jerusalem nach Bethlehem.